# Oria (Schiff)

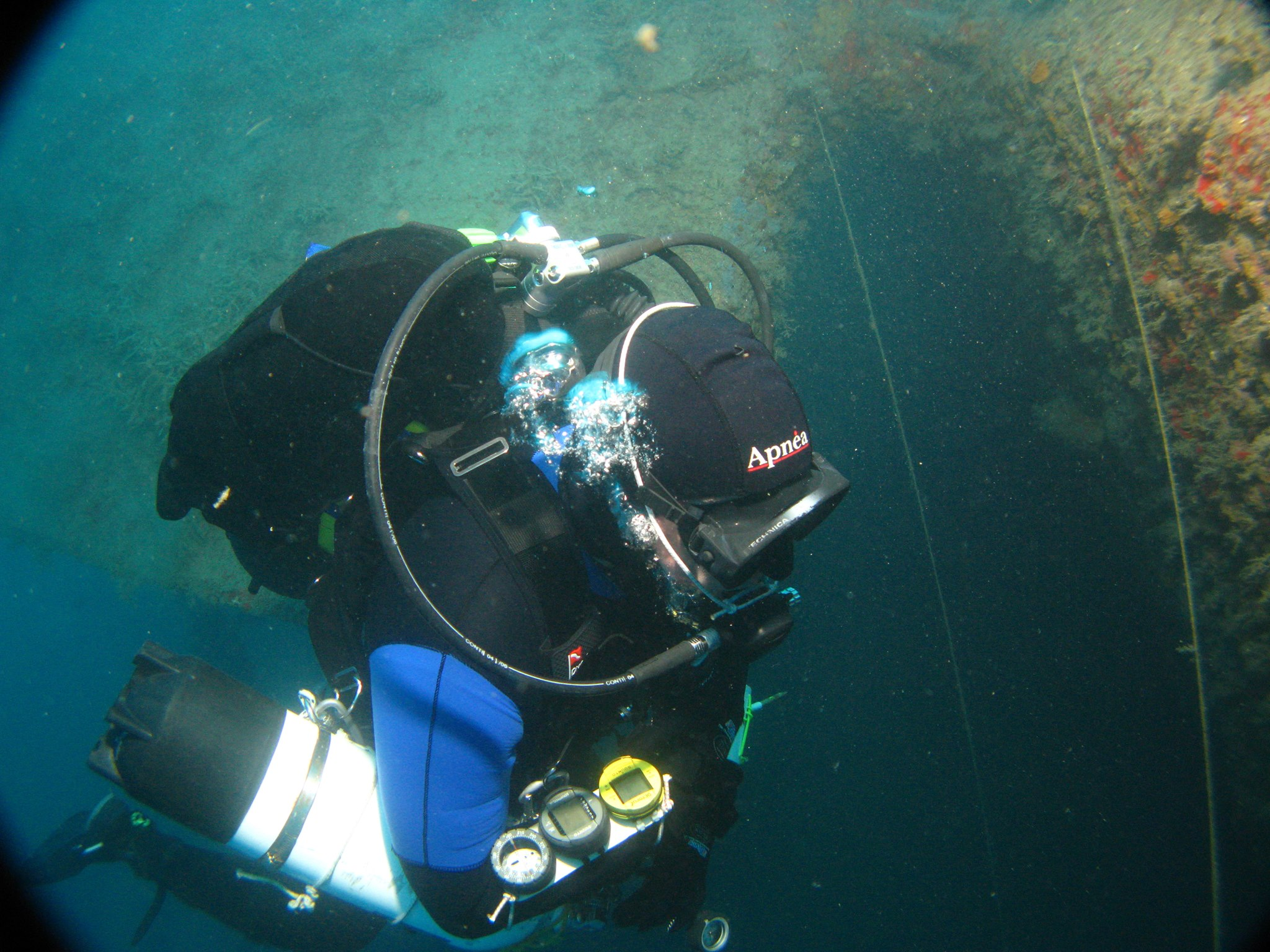
Aristotelis Zervoudis beim Tauchgang zum Wrack

Die Oria war ein norwegisches Handelsschiff, das am 12. Februar 1944 vor Kap Sounion auf Grund lief und sank, wobei rund 4100 Menschen ums Leben kamen.

## Geschichte
Das Schiff wurde 1920 auf der Werft Osbourne, Graham & Company in North Hylton, Sunderland gebaut und an die Osloer Reederei Fearnley & Eger abgeliefert. Im Juni 1940 wurde das Schiff in Casablanca interniert. 1941 wurde das Schiff der Vichy-Regierung unterstellt, die es als Ste. Julienne im Mittelmeer einsetzte. Im November 1942 wurde das Schiff auf die norwegischen Eigner zurückübertragen und wieder in Oria umbenannt, aber noch im selben Jahr der Mittelmeer-Reederei in Hamburg unterstellt. Für den Einsatz als militärisches Frachtschiff wurde am Bug ein 8,8-cm-FlaK als Hauptartillerie und zur Flugabwehr ein 3,7-cm-Flak installiert.

## Der Untergang
Nach der Eroberung der Agäis durch die Wehrmacht kam es dort zu Versorgungsengpässen. Um die Lage zu entschärfen, schlugen Generalfeldmarschall Maximilian von Weichs und Vizeadmiral Werner Lange vor, die 98.000 italienischen Militärinternierten in die Türkei abzuschieben. Adolf Hitler widersprach dem jedoch, da man dringend Zwangsarbeiter für die Rüstungsindustrie benötigte. Aus diesem Grund nutzte man ab Anfang 1944 jede verfügbare Transportkapazität und so kam auch die Oria als Transporter zum Einsatz.
Im Februar 1944 befand sich die Oria im Geleit der Torpedoboote TA 16, TA 17 und TA 19 unter dem Kommando des Fregattenkapitäns Dominik auf einer Reise von Leros über Rhodos nach Piräus. Am 11. Februar 1944 um 9:30 Uhr erreichte man den Hafen von Rhodos und lief am selben Tag um 17:40 in Richtung Piräus bei schwerem Sturm aus Südwest mit Windstärken von 10 Bft wieder aus. An Bord befanden sich 4046 italienischen Militärinternierte (43 Offiziere, 118 Unteroffiziere und 3885 Soldaten) – nach anderen Angaben waren es 4116 – etwa 60 deutsche Soldaten und 30 Besatzungsmitglieder. Als man sich der Küste Attikas näherte, änderten die Torpedoboote ihren Kurs in westliche Richtung, um genügend Abstand zum Festland zu halten sowie nicht in Gefahr zu kommen, von dem Sturm an die Küste gedrängt zu werden. Da die Oria weiter auf einem nordwestlichen Kurs fuhr, wurde sie mehrmals aufgefordert, diesen zu ändern. In dem Sturm brach jedoch bald die Funkverbindung ab.
Am 12. Februar um 18:45 Uhr traf die Oria mit ihrer Steuerbordseite auf den Medina-Felsen, der etwa 1 m unter der Wasserlinie lag – östlich der Insel Patroklos. Das Schiff brach in zwei Teile und sank sehr schnell. Nur das Bug lag zunächst noch über Wasser. Erst einen Tag darauf erreichten erste Rettungsboote den Ort des Unfalls. Durch ein Loch, das man mit einem Schweißbrenner in den Schiffsrumpf brannte, konnten fünf italienische Internierte befreit werden. Insgesamt überlebten nur 21 italienische Internierte, sechs deutsche Soldaten und sieben Besatzungsmitglieder, darunter der norwegische Kapitän und ein griechischer Maschinist. Etwa 4.100 Menschen starben – 4025 italienische Internierte, etwa 54 deutsche Soldaten und 23 Besatzungsmitglieder, darunter 21 Griechen. In den folgenden Tagen wurden zahlreiche Leichen der italienischen Internierten an der Küste, hauptsächlich am Strand von Legrena, angespült. Sie wurden in einem Massengrab, das 100 m von der Küste entfernt angelegt wurde, begraben.
Das Schiffsunglück wurde geheim gehalten. So berichteten weder die griechische Schifffahrtsbehörde, das Ministerium der Handelsmarine, noch die lokalen Zeitungen von der Havarie. Diese Informationspolitik führte auch dazu, dass heute nicht die genaue Zahl der Opfer bekannt ist.

## Unglücksursache
Als Ursache des Unglücks identifizierte man einen Fehler bei der Navigation des Kapitäns Björn Rasmussen. Dieser hatte zugegeben, dass er davon ausging, dass er sich zum Zeitpunkt des Unglücks nicht bei der Insel Patroklos, sondern bei der etwa 21 km nordwestlich gelegenen Insel Fleves befand. Außerdem war das Schiff überladen und lag sehr tief im Wasser. Auch das hohe Alter der Oria und schlechte Wartung waren sicher Faktoren, die zum Unglück beitrugen.

## Die Entdeckung des Wracks
Am 15. Juni 1949 wurde das Wrack der Oria lokalisiert und in der Folge versteigert. Von zwei griechischen Berufstauchern wurde das Schiff während zahlreichen Tauchgängen zwischen 1951 und 1953 zerlegt und der Schrott verkauft. Hierbei fanden sie auch menschliche Überreste und deren persönlichen Besitz. Diese wurden an italienische Diplomaten übergeben. 1958 entdeckte ein Bauer menschliche Knochen auf seinem Feld. Die informierte italienische Behörde ließ Anfang der 1960er Jahre nach dem Massengrab suchen und wurde schließlich fündig.
1999 entdeckte der Taucher Aristotelis Zervoudis die Überreste des Wracks wieder, das jedoch erst 2001 identifiziert werden konnte. Hierfür ernannte ihn der Italienische Präsident Sergio Mattarella im Dezember 2017 zum Ritter des Ordens des Sterns von Italien. Bei einer feierlichen Übergabe erhielt er im Juni 2018 die Auszeichnung vom italienischen Botschafter in Griechenland.
Am 70. Jahrestag des Unglücks wurde am 12. Februar 2014 ein Denkmal eingeweiht, das an die Verstorbenen erinnern soll. Es steht an einem Parkplatz an der Ethniki Odos 91 zwischen Thymari und Charakas gegenüber der Insel Patroklos. Zeitgleich wurde eine Gedenktafel aus Metall am Meeresboden, dort wo das Wrack gefunden wurde, abgelegt.